# Gualey
Gualey es un sector urbano situado en la margen oriental del río Isabela, dentro del Distrito Nacional de la República Dominicana. Limita al norte con el sector Simón Bolívar, al este con los sectores 24 de Abril y Ensanche Espaillat, al sur con María Auxiliadora, y al oeste con el río Isabela, que lo separa del sector La Zurza. Forma parte de la circunscripción número 3 del Distrito Nacional y se caracteriza por una alta densidad poblacional, una vida comunitaria activa y una relevancia histórica en el proceso de urbanización del Gran Santo Domingo. En 2010 su población era de 21, 161 habitantes.
A pesar de enfrentar desafíos sociales y estructurales, Gualey ha sido origen de destacados líderes comunitarios, deportistas y exponentes culturales. En el sector operan diversas instituciones educativas, centros religiosos, clubes deportivos y organizaciones sociales que contribuyen al desarrollo de la comunidad. Su extensión territorial es de aproximadamente 0.85 km², con una altitud media de 32 metros sobre el nivel del mar. La cercanía al río Isabela lo expone a problemáticas medioambientales y a fenómenos de urbanización informal.

## Historia
El origen de Gualey se remonta a mediados del siglo XX, cuando comenzaron a asentarse familias en terrenos no urbanizados cercanos al río Isabela. La falta de planificación inicial hizo que el barrio creciera de forma espontánea, en muchos casos sin servicios básicos adecuados.
Durante las décadas de 1960 y 1970, Gualey fue testigo de la migración interna desde zonas rurales hacia la capital, lo que aumentó considerablemente su población. Esto trajo consigo tanto el crecimiento del sector como el aumento de necesidades sociales y de infraestructura.
En los años 80 y 90, se fortalecieron los movimientos comunitarios y las organizaciones barriales, lo que permitió gestionar mejoras como la construcción de escuelas, aceras, canchas deportivas y centros comunales. Estos esfuerzos contaron con el apoyo de algunas ONG y de instituciones estatales.
Ya en el siglo XXI, el sector ha sido objeto de varios proyectos de intervención urbana y saneamiento del río Isabela, aunque con resultados mixtos. Las autoridades han identificado a Gualey como una zona prioritaria para políticas de desarrollo humano y seguridad.

## Economía

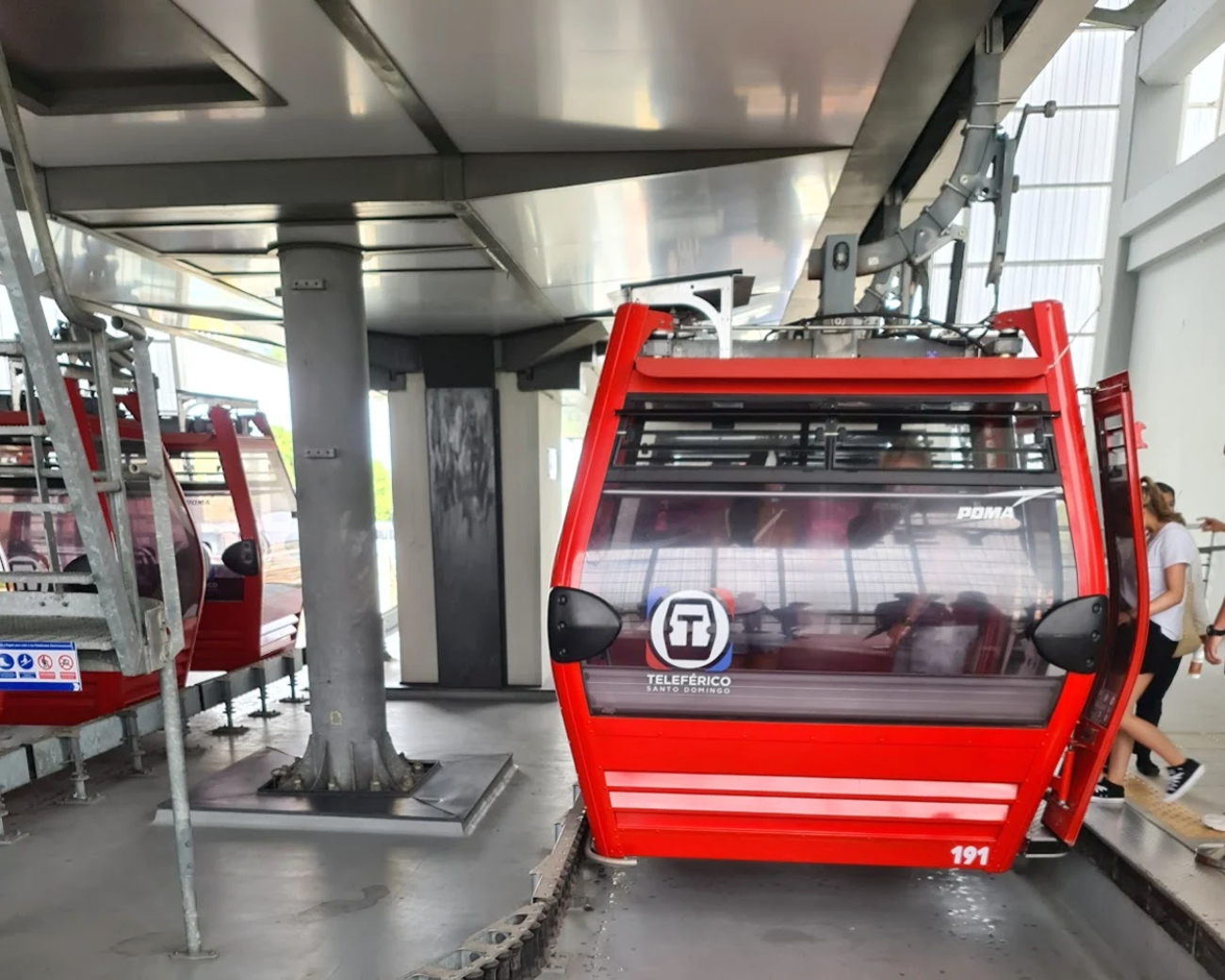
Estación en Gualey del Teleférico de Santo Domingo

El desarrollo de Gualey ha experimentado una transformación importante con la llegada del Teleférico de Santo Domingo. Este sistema de transporte aéreo ha mejorado la conectividad del sector con otras áreas de la ciudad, facilitando el acceso a oportunidades de empleo, educación y servicios.
La reducción en los tiempos de viaje y los costos de transporte ha tenido un impacto positivo en la calidad de vida de los residentes, impulsando la actividad económica local y fomentando una mayor integración social. Además, la construcción y operación del teleférico han generado nuevas fuentes de empleo en la comunidad.